# Acon
Pour le type de bateau, voir Accon.
Acon est une commune française située dans le département de l'Eure, en région Normandie.

## Géographie

### Localisation
Acon est une commune du sud du département de l'Eure limitrophe de celui d'Eure-et-Loir. Elle se situe aux confins sud de la campagne de Saint-André, région naturelle formant une étendue plane et très ouverte consacrée aux grandes cultures. Le territoire de la commune s'étend au cœur de la vallée de l'Avre, puis de part et d'autre de cette vallée, sur les plateaux environnants. À vol d'oiseau, la commune est à 7 km à l'ouest de Nonancourt, à 20 km à l'ouest de Dreux, à 29 km au sud d'Évreux et à 74,5 km au sud de Rouen.
| Droisy         | Droisy                            |                                   |
| Breux-sur-Avre | Acon                              | Dampierre-sur-Avre (Eure-et-Loir) |
|                | Bérou-la-Mulotière (Eure-et-Loir) |                                   |

### Géologie
Sur les bords de l'Avre se trouvent des colluvions entourés par du limon argileux sur du limon calcaire. La pente de la vallée est composée d'argile à silex et, sur le plateau, se trouve du limon des plateaux.

### Voies de communication et transports
Acon est traversée par la N 12, séparant les Brûlés d'Acon, sur une rive, et le Rousset et le Mesnil d'Acon de l'autre ; la rivière Avre passe entre ces villages.

### Hydrographie
La commune est située dans le bassin Seine-Normandie. Elle est drainée par l'Avre, deux bras de l'Avre et divers autres petits cours d'eau.
L'Avre, d'une longueur de 80 km, prend sa source dans la commune de Tourouvre au Perche et se jette  dans l'Eure en limite de Montreuil et de Saint-Georges-Motel, après avoir traversé 29 communes.Les caractéristiques hydrologiques de l'Avre sont données par la station hydrologique située sur la commune. Le débit moyen mensuel est de 2,59 m3/s. Le débit moyen journalier maximum est de 22,4 m3/s, atteint lors de la crue du 13 janvier 1993. Le débit instantané maximal est quant à lui de 24,3 m3/s, atteint le même jour.

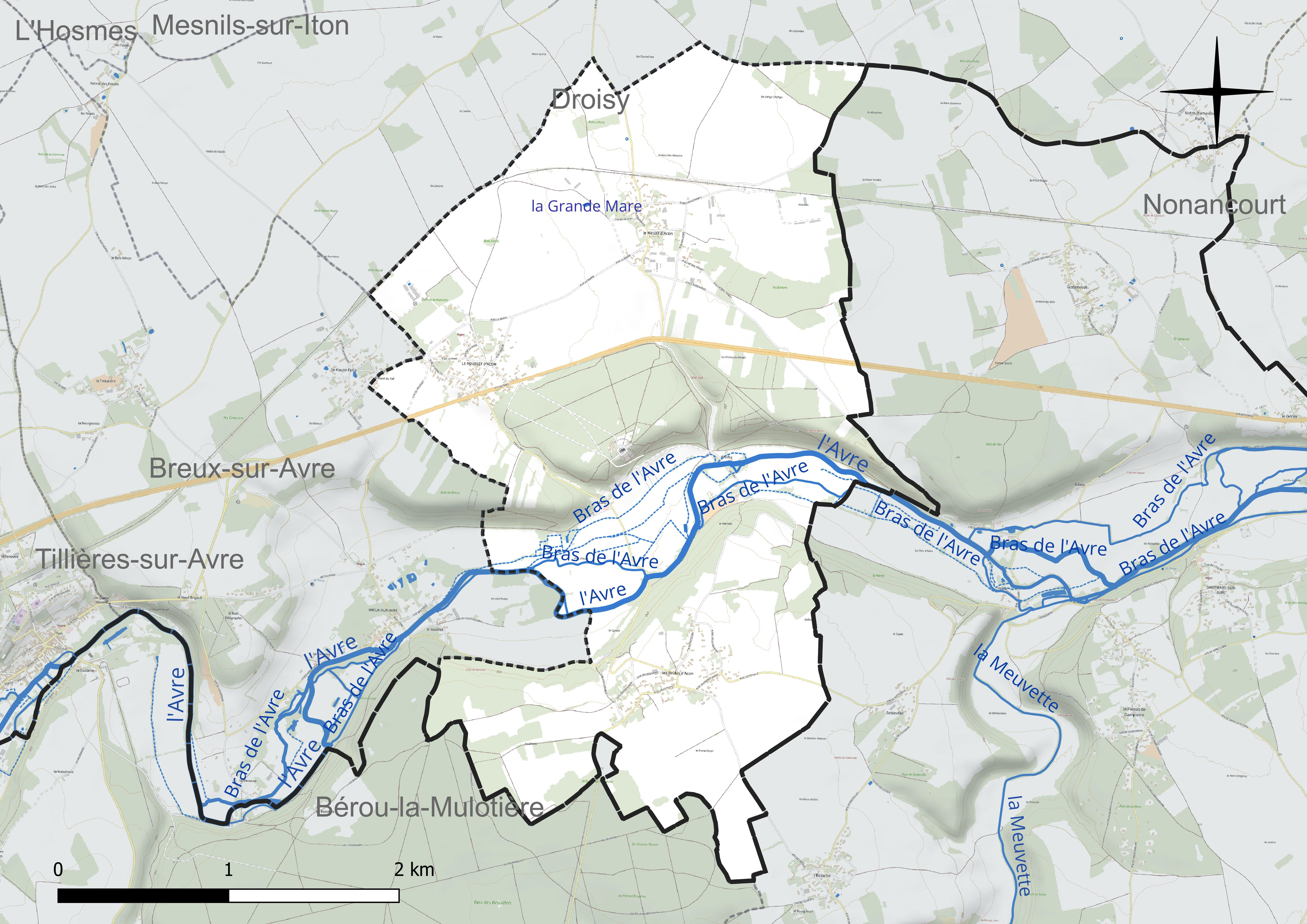
Réseau hydrographique d'Acon.

Un plan d'eau complète le réseau hydrographique : la Grande Mare (0,1 ha),.

### Climat
Pour des articles plus généraux, voir Climat de la Normandie et Climat de l'Eure.
En 2010, le climat de la commune est de type climat océanique dégradé des plaines du Centre et du Nord, selon une étude du CNRS s'appuyant sur une série de données couvrant la période 1971-2000. En 2020, Météo-France publie une typologie des climats de la France métropolitaine dans laquelle la commune est dans une zone de transition entre le climat océanique et le climat océanique altéré et est dans la région climatique Sud-ouest du bassin Parisien, caractérisée par une faible pluviométrie, notamment au printemps (120 à 150 mm) et un hiver froid (3,5 °C). Parallèlement le GIEC normand, un groupe régional d’experts sur le climat, différencie quant à lui, dans une étude de 2020, trois grands types de climats pour la région Normandie, nuancés à une échelle plus fine par les facteurs géographiques locaux. La commune est, selon ce zonage, exposée à un « climat des plateaux abrités », correspondant aux plaines agricoles de l’Eure, avec une pluviométrie beaucoup plus faible que dans la plaine de Caen en raison du double effet d’abri provoqué par les collines du Bocage normand et par celles qui s’étendent sur un axe du Pays d'Auge au Perche.
Pour la période 1971-2000, la température annuelle moyenne est de 10,4 °C, avec  une amplitude thermique annuelle de 14,2 °C. Le cumul annuel moyen de précipitations est de 648 mm, avec 10,8 jours de précipitations en janvier et 8,2 jours en juillet. Pour la période 1991-2020, la température moyenne annuelle observée sur la station météorologique la plus proche, située sur la commune de Piseux à 8 km à vol d'oiseau, est de 11,3 °C et le cumul annuel moyen de précipitations est de 676,7 mm,. Pour l'avenir, les paramètres climatiques de la commune estimés pour 2050 selon différents scénarios d’émission de gaz à effet de serre sont consultables sur un site dédié publié par Météo-France en novembre 2022.

## Urbanisme

### Typologie
Au 1er janvier 2024, Acon est catégorisée commune rurale à habitat dispersé, selon la nouvelle grille communale de densité à 7 niveaux définie par l'Insee en 2022.
Elle est située hors unité urbaine et hors attraction des villes,.

### Occupation des sols
L'occupation des sols de la commune, telle qu'elle ressort de la base de données européenne d’occupation biophysique des sols Corine Land Cover (CLC), est marquée par l'importance des territoires agricoles (66,7 % en 2018), une proportion sensiblement équivalente à celle de 1990 (66,9 %). La répartition détaillée en 2018 est la suivante : 
terres arables (50,1 %), forêts (27,1 %), prairies (10,6 %), zones agricoles hétérogènes (6,1 %), zones urbanisées (5,8 %), milieux à végétation arbustive et/ou herbacée (0,3 %). L'évolution de l’occupation des sols de la commune et de ses infrastructures peut être observée sur les différentes représentations cartographiques du territoire : la carte de Cassini (XVIIIe siècle), la carte d'état-major (1820-1866) et les cartes ou photos aériennes de l'IGN pour la période actuelle (1950 à aujourd'hui).

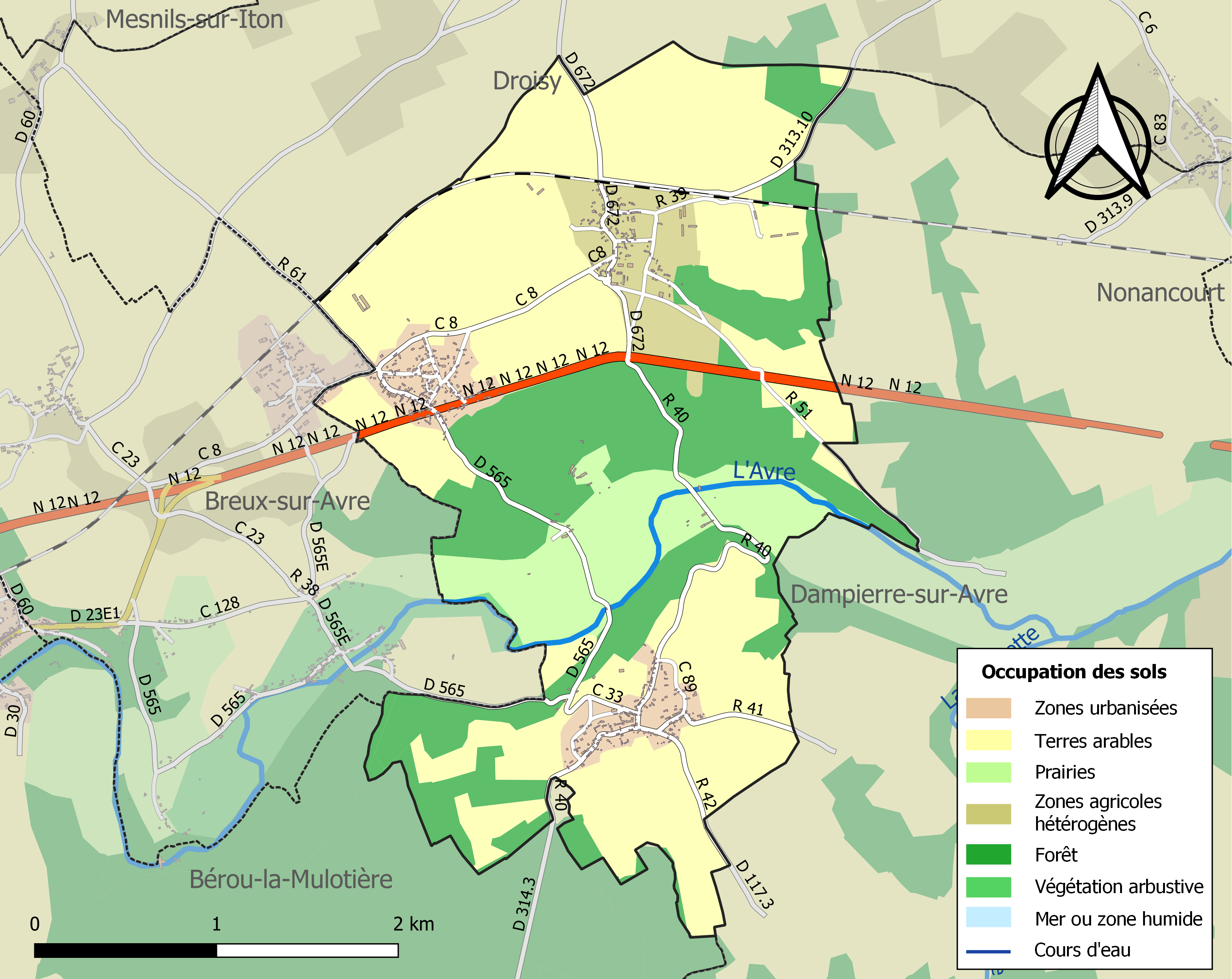
Carte des infrastructures et de l'occupation des sols de la commune en 2018 (CLC).

## Toponymie
Acon est attesté pour la première fois sous la forme Acun au XIIe siècle,, puis Agon, en 1230,, Achon en 1234 (Cartulaire du chapitre d’Évreux),, Acom (Cartulaire du Bec) et Dacon en 1242 (Inventaire des titres de l’abbaye du Bec).
Selon François de Beaurepaire, Jean Adigard des Gautries et Fernand Lechanteur ont rapproché le toponyme Acon de celui d'Agon (Manche), qui pour eux, représente un hypothétique gaulois *acauno, postulé par le terme agaunum attesté dans un texte mérovingien avec le sens de « pierre », mais le maintien du [c] intervocalique pose un problème, pour lui il aurait dû subir une lénition en [g], c'est-à-dire Agon, compte tenu du fait que la forme Agon de 1230 est isolée, relativement tardive et donc peu fiable.
En réalité, [c] dans cette position aurait dû aboutir à [j] (ex : latin pacare > payer) ou s'amuïr complètement si la diphtongue [au] évolue assez rapidement en [o].
C'est pourquoi Albert Dauzat et Charles Rostaing ont évoqué un thème de nom gaulois ou germanique Accon- (seul le doublement de [c] peut expliquer son maintien à l'intervocalique).
Ernest Nègre reprend l'idée d'un anthroponyme germanique qu'il identifie sous la forme Acco(n) et employé absolument.
Enfin, le nom de personne germanique Acco semble se retrouver dans Acquigny (à 60 km au nord d'Acon), formation toponymique de l'Antiquité tardive ou du Haut Moyen Âge, dérivée à l'aide du suffixe -INIACU, forme allongée d'-(I)ACU.

## Histoire
Une bourgade d'Héracléotide a porté ce nom également et Théophraste dit que l'aconit provient de la région de cette bourgade.
Du Xe au XIIIe siècle, Acon appartient aux « Terres françaises », depuis la création d'une frontière entre Normandie et Royaume de France, sur l'Avre. Le village dépend alors de la puissante baronnie du Thymerais, dirigée par les belliqueux seigneurs de Châteauneuf.
Le nom du hameau des Brûlés vient du fait que l'on installe les rescapés d'un petit village environnant qui a brûlé en haut de la vallée, devenant le village des Brûlés d'Acon.
Ce fief est une possession de la famille d'Acon, du XIIIe au XVIIe siècle, qui passe, par alliance, à la famille de Tilly puis à la famille de Guenet, au XVIIIe siècle, par le mariage, en 1734, de Marie-Elisabeth de Tilly et de François-Alexandre de Guenet, célébré par son frère, Mgr de Guenet, dans la chapelle du château d'Acon.

## Politique et administration

### Liste des maires
| Période    | Période  | Identité             | Étiquette | Qualité                                           |
| ---------- | -------- | -------------------- | --------- | ------------------------------------------------- |
| avant 1981 | ?        | Liliane Mériel-Bussy | DVG       |                                                   |
| 2001       | 2020     | Joël Hervieu         | MoDem     | Retraité de l'enseignement, réélu en 2008 et 2014 |
| 2020       | En cours | Frédérique Savel     |           |                                                   |

## Démographie
L'évolution du nombre d'habitants est connue à travers les recensements de la population effectués dans la commune depuis 1793. Pour les communes de moins de 10 000 habitants, une enquête de recensement portant sur toute la population est réalisée tous les cinq ans, les populations de référence des années intermédiaires étant quant à elles estimées par interpolation ou extrapolation. Pour la commune, le premier recensement exhaustif entrant dans le cadre du nouveau dispositif a été réalisé en 2007.

En 2022, la commune comptait 472 habitants, en évolution de −0,21 % par rapport à 2016 (Eure : −0,25 %, France hors Mayotte : +2,11 %).
| 1793 | 1800 | 1806 | 1821 | 1831 | 1836 | 1841 | 1846 | 1851 |
| ---- | ---- | ---- | ---- | ---- | ---- | ---- | ---- | ---- |
| 703  | 819  | 720  | 717  | 660  | 648  | 677  | 645  | 678  |

| 1856 | 1861 | 1866 | 1872 | 1876 | 1881 | 1886 | 1891 | 1896 |
| ---- | ---- | ---- | ---- | ---- | ---- | ---- | ---- | ---- |
| 628  | 665  | 614  | 552  | 524  | 497  | 473  | 472  | 417  |

| 1901 | 1906 | 1911 | 1921 | 1926 | 1931 | 1936 | 1946 | 1954 |
| ---- | ---- | ---- | ---- | ---- | ---- | ---- | ---- | ---- |
| 407  | 372  | 362  | 375  | 392  | 388  | 332  | 376  | 334  |

| 1962 | 1968 | 1975 | 1982 | 1990 | 1999 | 2006 | 2007 | 2012 |
| ---- | ---- | ---- | ---- | ---- | ---- | ---- | ---- | ---- |
| 341  | 289  | 250  | 317  | 356  | 407  | 451  | 458  | 472  |

| 2017 | 2022 | - | - | - | - | - | - | - |
| ---- | ---- | - | - | - | - | - | - | - |
| 468  | 472  | - | - | - | - | - | - | - |

## Culture locale et patrimoine

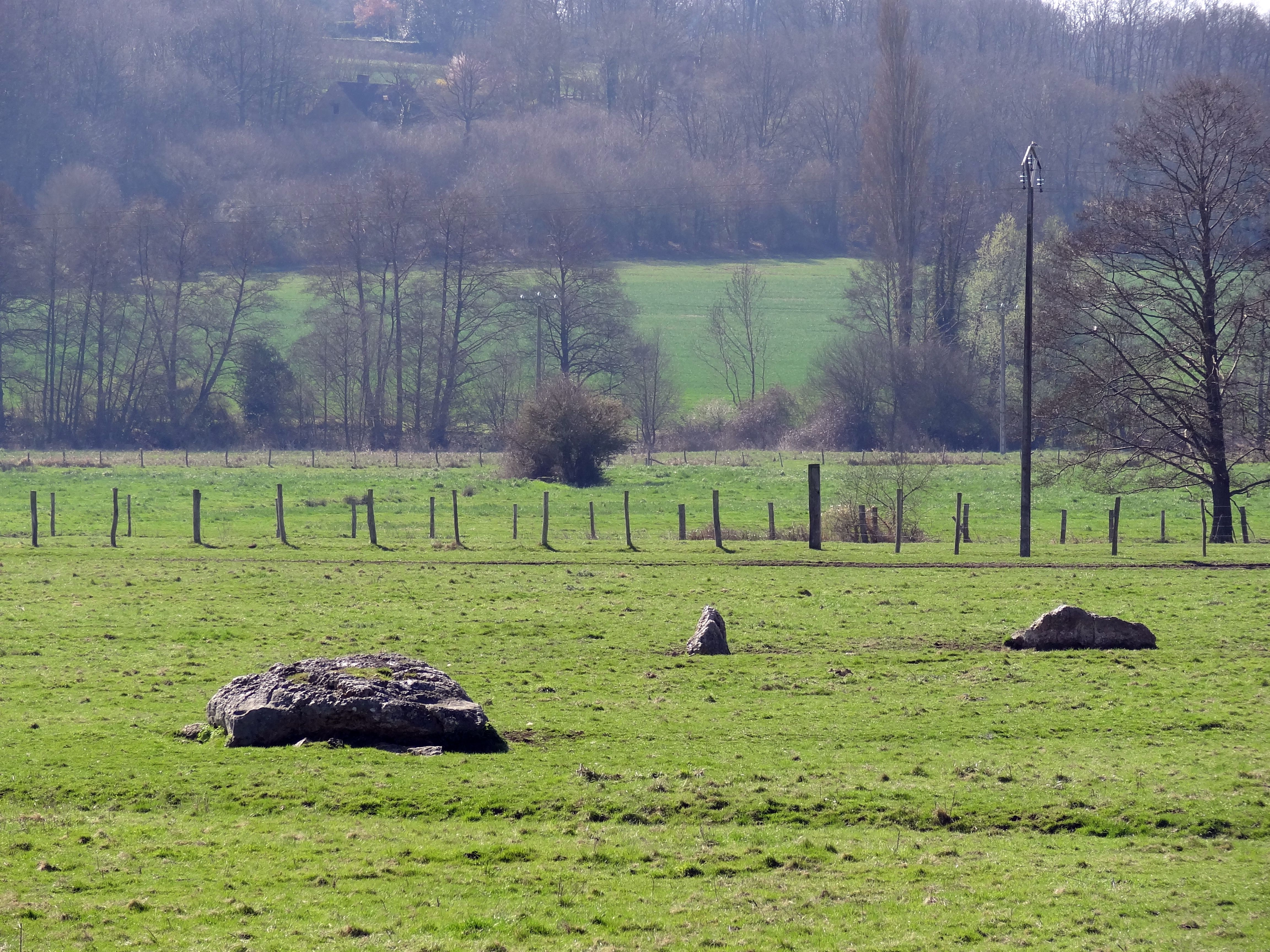
La nécropole dolménique des Prés d'Acon.

### Lieux et monuments
La commune d'Acon compte deux édifices inscrits au titre des monuments historiques :
- L'église Saint-Denis (XVIe siècle)  Inscrit MH (1998)[37]. Située au lieu-dit Les Prés d'Acon, cette église se compose d'un seul vaisseau couvert par une voûte en bois et se termine par une abside à trois pans. Elle possède une courte flèche au-dessus du portail occidental. Après les destructions occasionnées par la guerre de Cent Ans, l'édifice a été reconstruit au XVIe siècle en deux fois : la première tranche de travaux, datant de 1514, concerne la nef et la deuxième, vers 1540, le chœur. Il est à noter que des peintures murales datant de la fin du XVIe siècle ont été partiellement dégagées dans ces deux parties de l'église[37] ;
- La nécropole dolménique des Prés d'Acon (Néolithique moyen)  Inscrit MH (1998)[38]. Il s'agit d'une sépulture mégalithique de l’époque néolithique située au milieu d’une prairie dans la vallée de l’Avre. Le site s’étend sur une longueur de 110 m.

L'église Saint-Denis
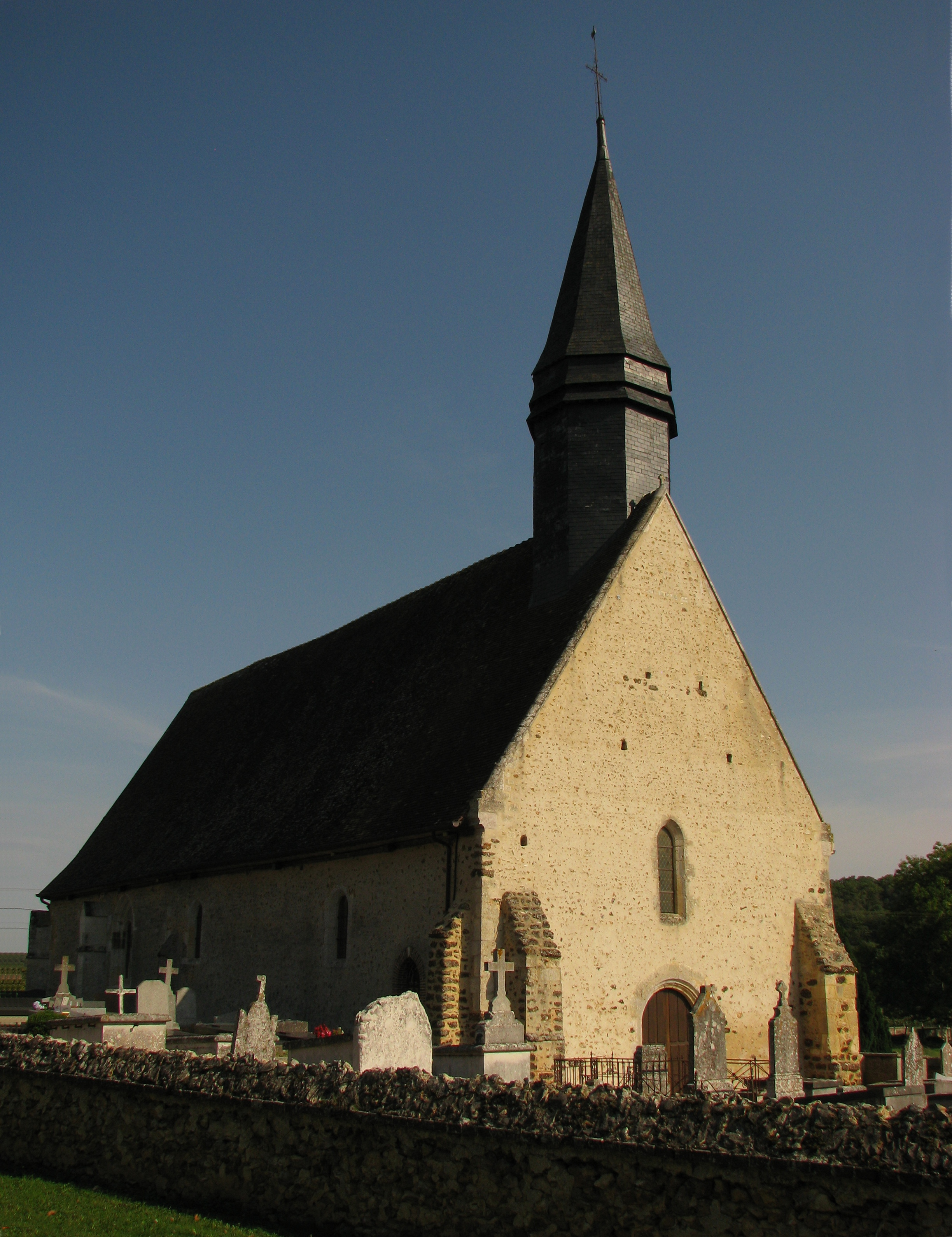
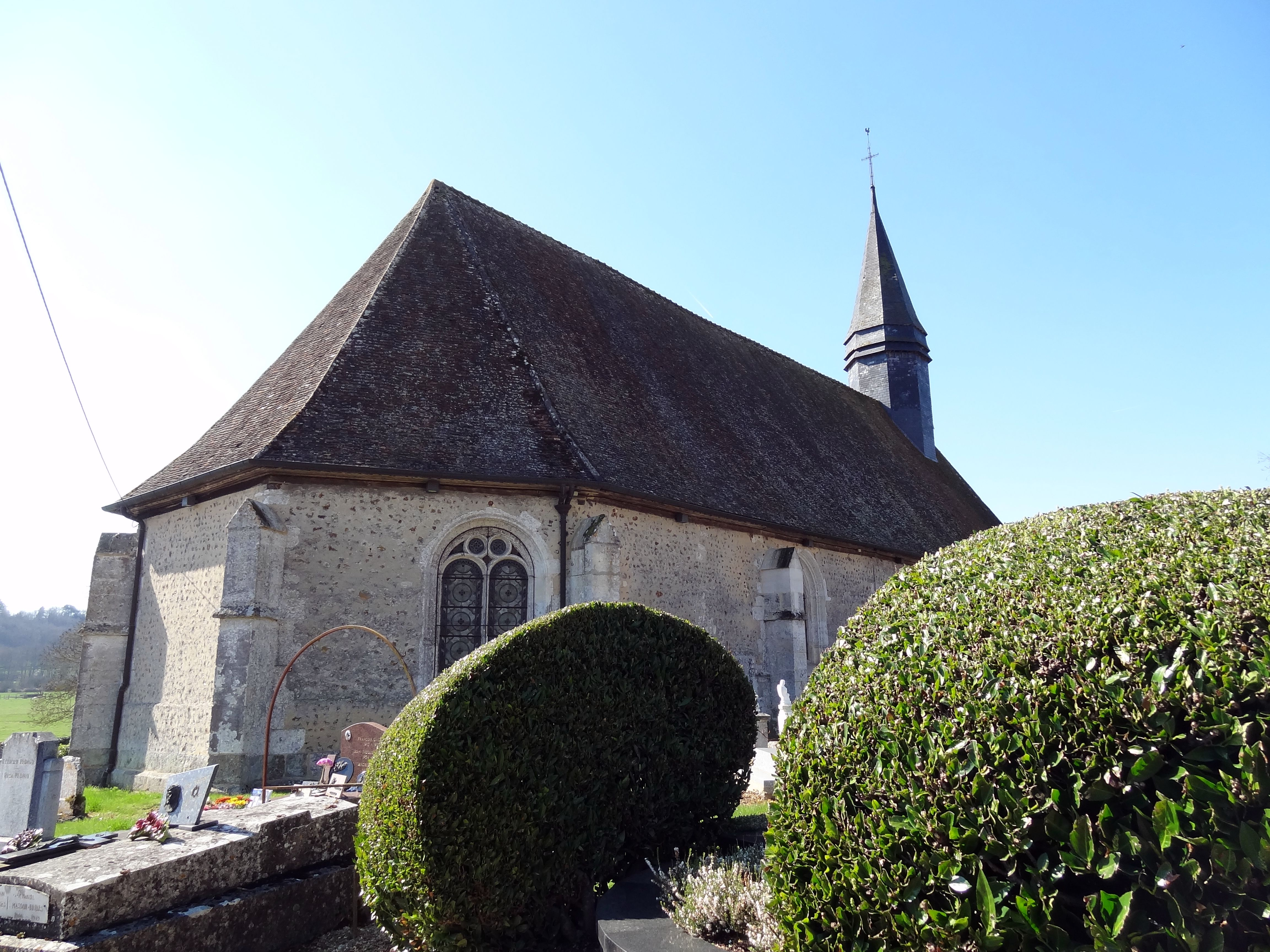
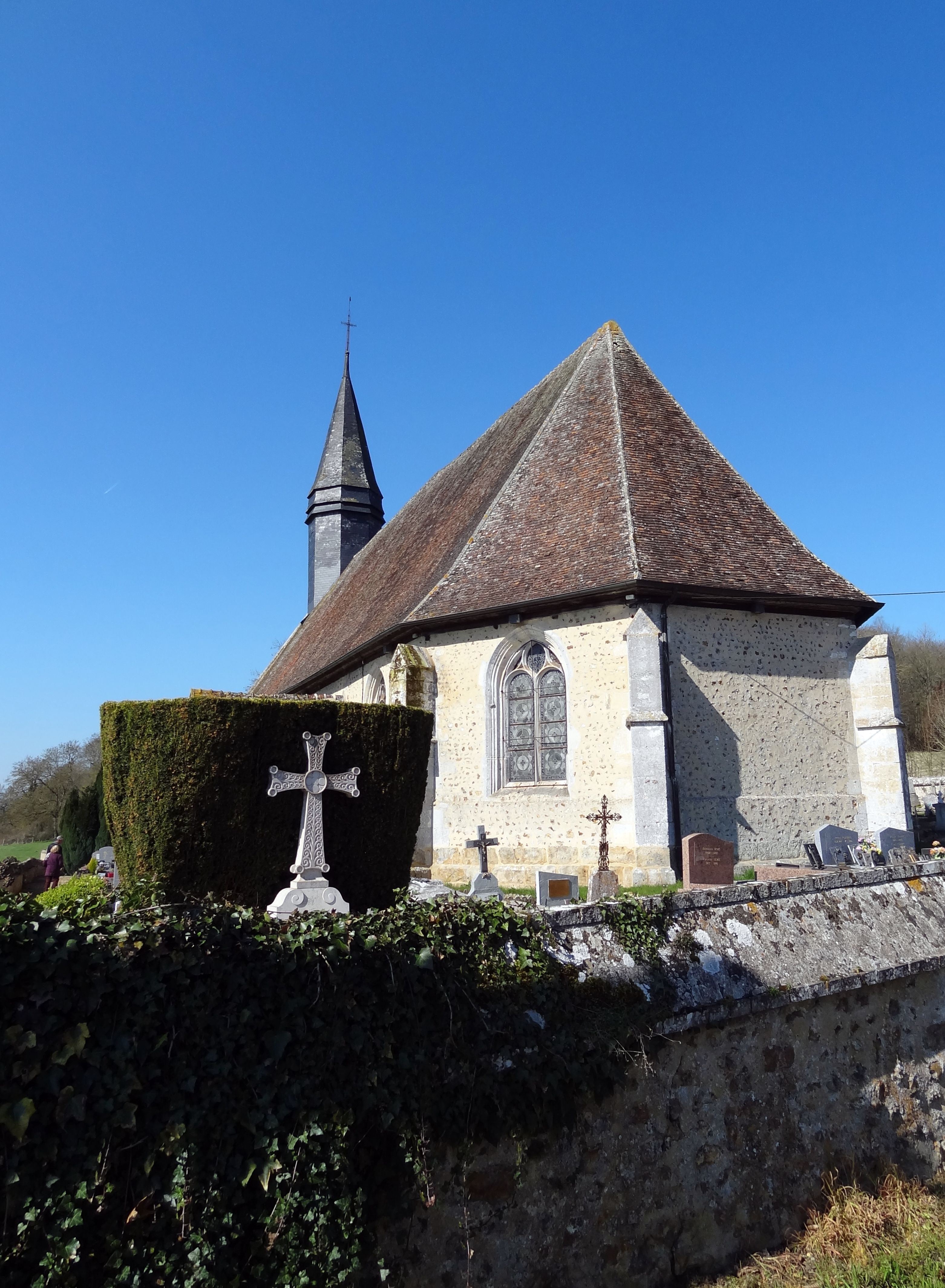
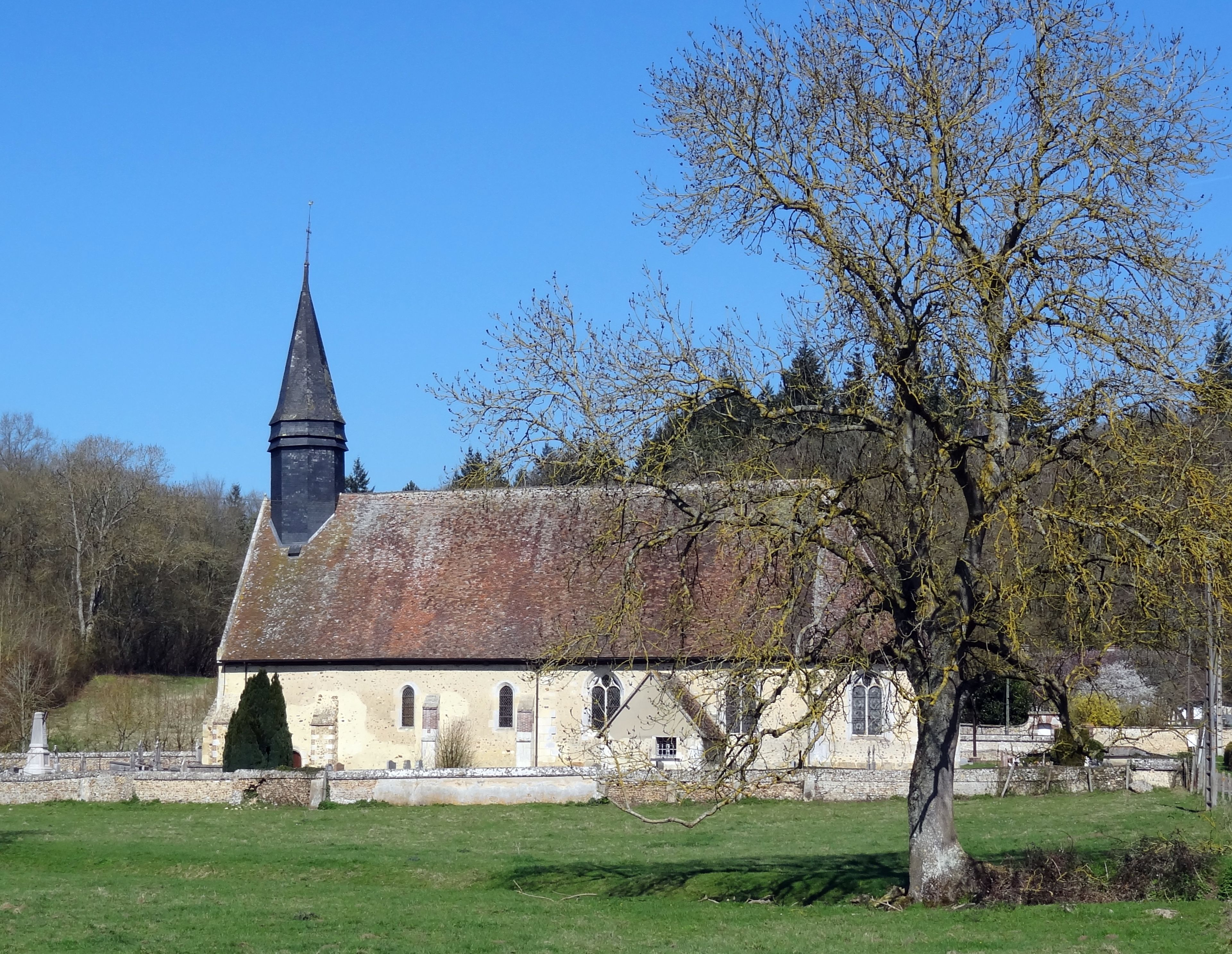

### Patrimoine naturel

#### ZNIEFF de type 1
- Le bois de Breux[39] ;
- La côte du Voisinet[40] ;

#### ZNIEFF de type 2
- La vallée de l'Avre[41].